# Sodikdzhon Kurbonov
Sodikdzhon Kurbonov (in tagico Содиқҷон Амирҳучаевич Қурбонов?; Abdurahmoni Jomi, 19 gennaio 2003) è un calciatore tagiko, difensore dell'Istiklol e della nazionale tagika.

## Carriera

### Club
Ha iniziato la propria carriera nelle file del Barqi. Nel 2022 è passato alla Dynamo Dušanbe. Il 20 febbraio 2023 è stato ufficializzato il suo trasferimento all'Istiklol.

### Nazionale
Ha debuttato in nazionale maggiore il 17 giugno 2023, in Uzbekistan-Tagikistan (5-1), subentrando a Vaḩdat Ḩannonov al minuto 65. Ha partecipato, con la selezione tagika, alla CAFA Nations Cup 2023 e alla Coppa d'Asia 2023. È sceso in campo, inoltre, nelle qualificazioni ai Mondiali 2026.

## Statistiche

### Cronologia presenze e reti in nazionale
Statistiche aggiornate al 12 dicembre 2024.

| Cronologia completa delle presenze e delle reti in nazionale ― Tagikistan | Cronologia completa delle presenze e delle reti in nazionale ― Tagikistan | Cronologia completa delle presenze e delle reti in nazionale ― Tagikistan | Cronologia completa delle presenze e delle reti in nazionale ― Tagikistan | Cronologia completa delle presenze e delle reti in nazionale ― Tagikistan | Cronologia completa delle presenze e delle reti in nazionale ― Tagikistan | Cronologia completa delle presenze e delle reti in nazionale ― Tagikistan | Cronologia completa delle presenze e delle reti in nazionale ― Tagikistan |
| Data                                                                      | Città                                                                     | In casa                                                                   | Risultato                                                                 | Ospiti                                                                    | Competizione                                                              | Reti                                                                      | Note                                                                      |
| ------------------------------------------------------------------------- | ------------------------------------------------------------------------- | ------------------------------------------------------------------------- | ------------------------------------------------------------------------- | ------------------------------------------------------------------------- | ------------------------------------------------------------------------- | ------------------------------------------------------------------------- | ------------------------------------------------------------------------- |
| 17-6-2023                                                                 | Tashkent                                                                  | Uzbekistan                                                                | 5 – 1                                                                     | Tagikistan                                                                | CAFA Nations Cup 2023 - Gironi                                            | -                                                                         | 65’                                                                       |
| 21-11-2023                                                                | Islamabad                                                                 | Pakistan                                                                  | 1 – 6                                                                     | Tagikistan                                                                | Qual. Mondiali 2026                                                       | -                                                                         | 84’                                                                       |
| 4-1-2024                                                                  | Abu Dhabi                                                                 | Hong Kong                                                                 | 1 – 2                                                                     | Tagikistan                                                                | Amichevole                                                                | -                                                                         |                                                                           |
| 26-3-2024                                                                 | Dushanbe                                                                  | Tagikistan                                                                | 1 – 1                                                                     | Arabia Saudita                                                            | Qual. Mondiali 2026                                                       | -                                                                         | 35’                                                                       |
| 19-11-2024                                                                | Dushanbe                                                                  | Tagikistan                                                                | 3 – 1                                                                     | Afghanistan                                                               | Amichevole                                                                | -                                                                         | 83’                                                                       |
| Totale                                                                    |                                                                           | Presenze                                                                  | 5                                                                         |                                                                           | Reti                                                                      | 0                                                                         |                                                                           |

## Palmarès

### Club

#### Competizioni nazionali
- Campionato tagiko di calcio: 2

Istiklol: 2023, 2024
- Coppa del Tagikistan: 1

Istiklol: 2023
- Supercoppa del Tagikistan: 1

Istiklol: 2024